# Chrysoscota vagivitta
Chrysoscota vagivitta là một loài bướm đêm thuộc phân họ Arctiinae, họ Erebidae.